# Rhipsalis platycarpa
A Rhipsalis platycarpa egy lapított hajtású vesszőkaktusz, epifita életmódú növény.

## Jellemzői
Bizonytalan helyzetű taxon. A leírás alapján kezdetben felegyenesedő, majd csüngő habitusú, 80 cm szárhosszúságot elérő növények. Lapos szártagjaik 80–300 mm hosszúak és 40–50 mm szélesek, zöldek, de néha bordó a szélük. Areoláikon serték találhatóak. Virágaik apikálisak, zöldessárgák vagy fehérek, 20 mm hosszúak, alig nyílnak szét, a pericarpium gyengén 4 bordás. Termése zöldes színű kopasz bogyó. A leírás alapján a Phyllarthrorhipsalis subgenus tagja.

## Elterjedése
Brazília: Rio de Janeiro állam, Serra dos Orgãos, Colombia.